# Эркрат
Эркрат (нем. Erkrath) — город на реке Дюссель, в районе Меттман, в земле Северный Рейн-Вестфалия, Германия

## Общие данные

### Географическое положение
Эркрат находится восточнее Дюссельдорфа, на западе Бергской земли, примыкая к широко известному Неандерталю, однако считается частью Рейнской земли.

### Население
Население Эркрата составляет 46,3 тыс. человек (2009); в 2000 г. — 49,0 тысячи.

## История
Эркрат — очень молодой город, получивший этот статус 15 марта 1966 г. от правительства земли Северный Рейн-Вестфалия.
Название «Эркрат» впервые встречается в 1148 г. в двух свидетельствах монастыря Верден. Там упоминаются судья Бернард фон Эфенкроте и Зигберт, «жених из Эфенкроте». В 1237 г. встречается упоминание о рыцаре Даниэле де Эркероде, чье место жительства было на месте современного Хаус Бавир (Альт-Эркрат).
В 1815 г. вместе с великим герцогство Бергским Эркрат стал частью Пруссии. Тогда он насчитывал лишь 522 жителя.
В 1830 г., после обнаружения в Эркрате источника сернистых минеральных вод, город стал популярным курортом. Эркрат называли «бергской Ниццей». Однако в 1870 г. источник иссяк.

## Административное деление
1 июня 1896 г. Эркрат вместе с населенными пунктами Унтербах, Хохдаль и Брухгаузен образовал собственный муниципальный округ, после того, как он был исключен из муниципального округа Герресхейм. Реформа 1929 г. принесла с собой значительные изменения — были присоединены Морп и Люденберг, Хохдаль и Бруххаузен были выведены из состава округа. 1 января 1975 г. в рамках коммунальной реформы Хохдаль был вновь присоединен к округу, а район Унтербах стал административной частью Дюссельдорфа.

### Альт-Эркрат (старый Эркрат)
Альт-Эркрат находится на северо-западе города и граничит, наряду с Хохдалем и Метманом, с Неандерталем. Через него протекает река Дюссель.

### Хохдаль
Занимая 1300 гектар и с населением около 30 000 жителей, Хохдаль является самым большим районом Эркрата.
Он был создан в 1929 г. при слиянии нескольких поселков. В начале 1960-х гг. как так называемый New Town для Дюссельдорфа был запланирован «Новый город Хохдаль». Исходно планирование включало в себя многоэтажные жилые дома, дополняющие топографию местности, и такое же количество особняков. В связи с высоким спросом на дешевую жилплощадь, особенно среди молодых семей, доля многоквартирных домов достигла 80 %. В связи с острой критикой горожан в 1972 г. был свернут амбициозный проект «отца Хохдаля» Алоиза Махтемеса по строительству торгового центра с 21-этажным отелем. Вместо него в 1977 г. был построен менее амбициозный Хохдалер Маркт, позволивший сохранить спокойную, почти сельскую, атмосферу города.
Соседние городки (Мильрат, Вильбек) с населением 3—8 тыс. человек были присоединены после 1972 г. Хохдаль стал нормальным пригородом Дюссельдорфа.
Хохдаль был включен в 1975 г. в состав Эркрата, который стремился таким образом избежать поглощения Дюссельдорфом. Однако это объединение не изменило ни градостроительные методы развития Хохдаля, ни его атмосферу.

### Унтерфельдхаус
Унтерфельдхаус — самый маленький из трёх районов, составляющих Эркрат. Ранее он был частью Унтарбаха, с 1970 г. он существует в сегодняшней форме. Здесь находится самый большой индустриальный район города, удобно связанный с автобанам A3 и А46.

## Достопримечательности
Эркрат считается одновременно «воротами в Неандерталь» и «воротами в Бергскую землю». Широко известны древняя кельтская стоянка «Heiligenhäuschen» на Römerweg, католическая церковь св. Иоанна Крестителя, построенная в XII веке в романском стиле, замки «Хаус Унтербах» и «Хаус Брюк», известный своими фонтанами, построенная в годы вестфальского мира часовня св. Антония (Бургхюгель), восстановленные старинные крестьянские подворья «Гут Шликум» и «Штиндермюле», Бюргерхауз Хохдаль с обсерваторией.

## Политика

### Городской совет
| Состав Совета (40 Мест)                          | Состав Совета (40 Мест) | Состав Совета (40 Мест) | Состав Совета (40 Мест) | Состав Совета (40 Мест) |
| ------------------------------------------------ | ----------------------- | ----------------------- | ----------------------- | ----------------------- |
| Партия                                           | 1999                    | мест                    | 2004                    | мест                    |
| Христианско-демократический союз (CDU)           | 51,0 %                  | 21                      | 44,4 %                  | 18                      |
| Социал-демократическая партия (SPD)              | 28,2 %                  | 11                      | 28,3 %                  | 11                      |
| Союз 90/Зеленые                                  | 8,1 %                   | 3                       | 11,2 %                  | 4                       |
| Гражданская инициатива за окружающую среду (BmU) | 7,6 %                   | 3                       | 9,3 %                   | 4                       |
| Свободная демократическая партия (FDP)           | 4,8 %                   | 2                       | 6,9 %                   | 3                       |

## Экономика и инфраструктура

### Историческое развитие
Долгое время большую часть экономики Эркрата составляло сельское хозяйство. Ещё сегодня здесь существуют несколько фермерских хозяйств, а многие из них сохранились в названиях улиц.
Вместе с индустриализацией и железной дорогой в долине Дюсселя появились и первые предприятия, например писчебумажная фабрика Бернсау и текстильные заводы с ткацким производством. Многие рабочие с известняковых карьеров Вюльфрата и стекольных заводов Герресхайма предпочитали селиться, а позже и работать в Эркрате.
Сейчас основой экономики Эркрата являются малые и средние предприятия торговли, сферы услуг и перерабатывающей промышленности. В нём размещаются исследовательские биогенетические предприятия, производители медицинской техники, представители IT, полиграфической и машиностроительной областей.

### Транспорт
В 1838 г. в рамках строительства железной дороги Дюссельдорф — Эльберфельд между Дюссельдорфом и Эркратом была проложена первая в западной Германии железнодорожная линия.
В дальнейшем на линии Эркрат — Хохдаль с 1841 по 1926 год с помощью стальных канатов поезда поднимались до станции Хохдаль, откуда дальше своим ходом двигались в Вупперталь.
В настоящее время на территории Эрктрата находятся четыре железнодорожные станции: Эркрат (S8, S11), Эркрат Норд (S28), Хохдаль (S8, S11) и Хохдаль-Милльрат (S8, S11).
Эркрат находится на пересечении двух автобанов: A 3 (Оберхаузен — Кёльн — Франкфурт-на-Майне) и А 46 (Хайнсберг — Менхенгладбах — Хаген).

## Культура

### Религия

#### Евангелические церкви
- Кирха Неандера (Хохдаль)[2]
- Дом Пауля Шнайдера (Мильрат)[3]
- Дом Лютера (Вильбек)[4]
- Общинный дом Зандрхайде (Зандхайде)[5]
- Евангелическая церковная община Хохдаля[6]
- Евангелическая церковь Альт-Эркрат
- Евангелический общинный центр Унтерфельдхаус

#### Католические церкви
- Св. Франциска (Триллз)
- Церковь Святого Духа (Зандхайде)
- Часовня св. Антония (Фалькенберг)
- Св. Иоанна Крестителя (Альт-Эркрат)

#### Независимые церкви
- Евангелическая независимая община Унтерфельдхаус, место встречи «Жизнь».

### Музеи
Рядом с железнодорожной станицей Хохдаль находится депо-музей, рассказывающее об истории развития железнодорожного транспорта в регионе.

## Международные отношения

### Города-побратимы
- Сержи (Валь-д’Уаз) (Франция) — как и Хохдаль, один из построенных в 1960-е New town
- Уэст-Ланкашир (Великобритания)

Город также поддерживает дружеские отношения с  Лайнефельде (Тюрингия) — родным городом Иоганна Карла Фулротта, первооткрывателя неандертальца

### Шефства
- Порт-де-Па (Гаити)